# Raie blanche bordée
Genre
Espèce
Synonymes
- Raja alba

Statut de conservation UICN

 EN A2cd+4cd : En danger
La Raie blanche bordée, Raie blanche à zone brune ou pocheteau (Rostroraja alba) est une espèce de raies. C'est la seule de son genre Rostroraja (monotypique). 

## Pêche
Après avoir été assez commune, cette raie est aujourd'hui rarement observée en Atlantique nord-est et en Méditerranée.

## Alimentation et prédateurs
Ses proies sont des mollusques et des petits poissons ; ses prédateurs principaux sont des requins.